# Эндовибратор

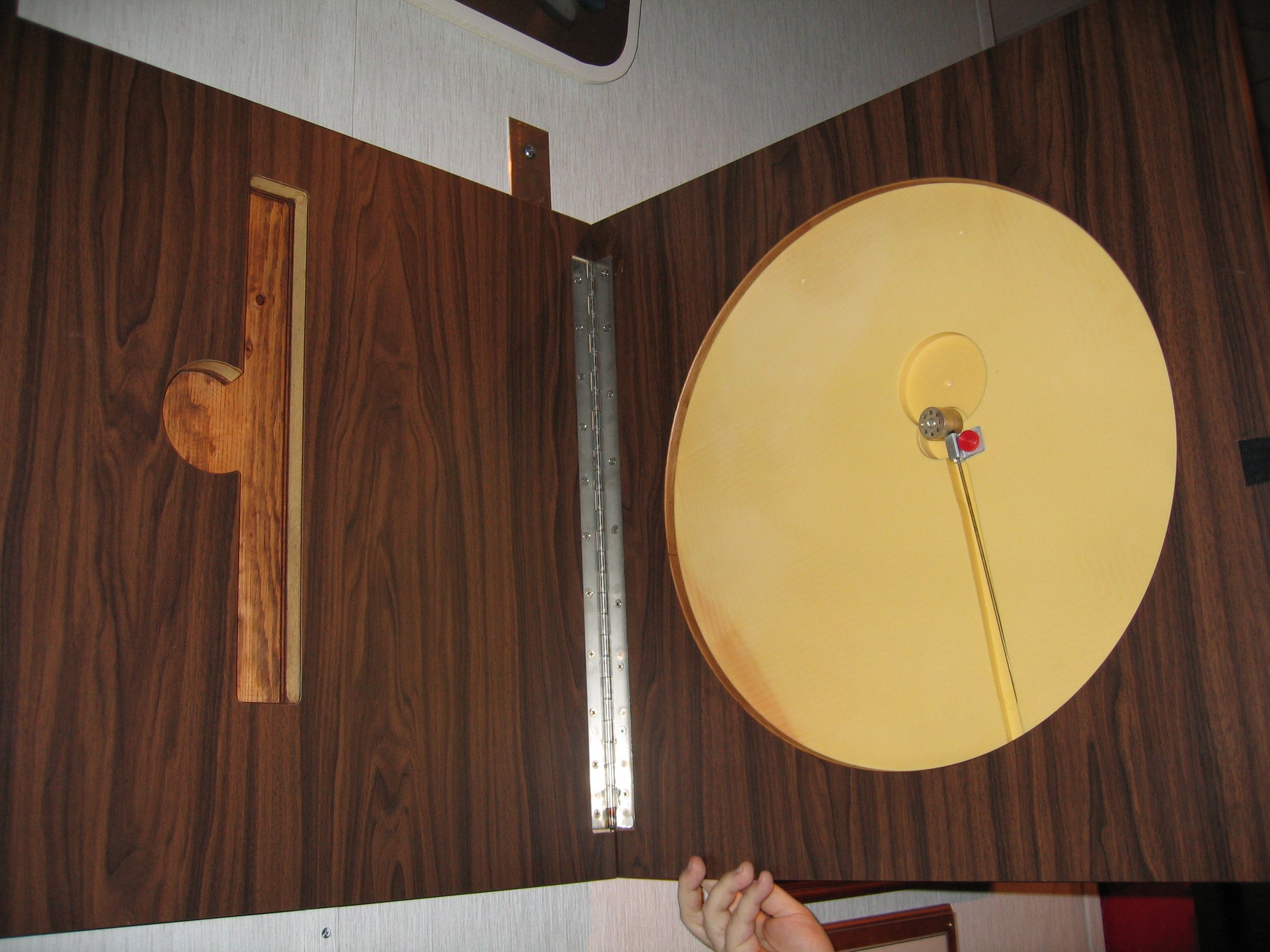
Советский эндовибратор внутри копии Большой печати США, Национальный музей криптографии при Агентстве национальной безопасности США

Эндовибра́тор (от др.-греч. ἔνδον — внутри + лат. vibro — колеблю) или аудиотранспо́ндер (англ. audiotransponder) — подслушивающее устройство, не требующее источника питания и передатчика. Разработано советским радиоинженером Л. С. Терме́ном. В западной литературе устройство известно под названием англ. The Thing («штука» или «штуковина»).

## Устройство и принцип работы
В основу действия эндовибратора положен принцип модуляции отражённого радиосигнала. Состав простейшего эндовибратора:
- переизлучающая антенна с резонансной системой, настроенной на частоту облучающего сигнала;
- приёмник акустических колебаний;
- модулятор.

Параметры резонансной системы (резонансная частота или добротность) изменяются модулятором в соответствии с акустическим сигналом, принимаемым приемником акустических колебаний. Изменение параметров резонансной системы вызывает изменение отражающих свойств антенны, что приводит к модуляции отраженного радиосигнала.
Эндовибраторы бывают пассивные (не содержат элементов питания и радиоэлектронных компонентов) и полуактивные.

### Пассивные эндовибраторы
Не содержат в своём составе элементов питания и радиоэлектронных компонентов. Роль приёмника акустических колебаний и модулятора выполняет подвижная диафрагма. В качестве резонансной системы используют объёмные резонаторы или резонансные линии. Под воздействием акустических колебаний диафрагма перемещается и меняется ёмкость резонатора, что приводит к изменению отражающих свойств подключённой к резонатору антенны.
В качестве диафрагмы может использоваться тонкая металлическая мембрана или тонкий слой электропроводящей жидкости на дне резонатора. Основой такого устройства является цилиндрический объёмный резонатор, на дне которого налит небольшой слой масла. Верхняя часть закрыта крышкой из пластмассы, являющейся прозрачной для радиоволн, но препятствующей проникновению акустических колебаний.
В крышке имеется отверстие, через него внутренний объем резонатора сообщается с воздухом помещения, в котором ведутся переговоры. В указанное отверстие вставлена металлическая втулка, снабжённая четвертьволновым вибратором, настроенным на частоту 330 МГц. Размеры резонатора и уровень жидкости подобраны таким образом, чтобы вся система резонировала на внешнее излучение с частотой 330 МГц.
При этом собственный четвертьволновый вибратор внутри резонатора создаёт своё поле переизлучения. При ведении разговоров вблизи резонатора на поверхности масла появляются микроколебания, вызывающие изменения добротности и резонансной частоты резонатора. Эти изменения воздействуют на характеристики переизлученного поля, создаваемого внутренним вибратором. Сигнал становится модулированным по амплитуде и фазе акустическими колебаниями. Работать такой радиомикрофон может только тогда, когда он облучается мощным источником на частоте резонатора (330 МГц).
Основным достоинством пассивных эндовибраторов (с точки зрения прослушивающего) является отсутствие в них радиоэлектронных компонентов и элементов питания, что обеспечивает невозможность их обнаружения средствами нелинейной локации, увеличивает срок действия и позволяет выполнять подслушивающие устройства в виде сувениров, предметов интерьера или элементов ограждающих конструкций, содержащих металлические части, геометрические размеры которых специально подобраны для образования эндовибрационного эффекта.
Недостаток пассивных эндовибраторов — малая величина изменения резонансной частоты (или добротности резонатора), что ограничивает коэффициент модуляции отражённого сигнала и требует использования значительной облучающей мощности для обеспечения необходимости дальности перехвата акустической информации.

### Полуактивные эндовибраторы
В полуактивных эндовибраторах параметры резонансной системы меняются электронным способом (например, с помощью варикапа), что позволяет получить больший коэффициент модуляции. Они представляют собой устройства, передающие информацию по радиоканалу, при отсутствии облучающего сигнала могут быть выявлены по наличию нелинейных радиоэлектронных элементов.
По сравнению с управляемыми радиозакладочными устройствами полуактивные эндовибраторы могут значительно дольше работать от автономного источника питания, так как не расходуют потребляемую мощность на излучение радиосигнала. Приемником акустических колебаний в этом случае является обыкновенный микрофон, а модулятором — усилитель звуковой частоты.
Более сложные схемы полуактивных эндовибраторов позволяют усиливать отражённые высокочастотные колебания (ретрансляторы), изменять частоту несущей отраженного сигнала (конверторы), использовать другие более сложные виды модуляции (частотную, однополосную, цифровую и т. п.).

## Практическое применение
4 августа 1945 года делегация советских пионеров преподнесла послу США Авереллу Гарриману подарок — деревянное изображение Большой печати США. Посол повесил подарок на стене в своём кабинете, не подозревая, что внутри был встроен эндовибратор.
С помощью эндовибратора советские спецслужбы 7 лет прослушивали расположенную в здании московского исторического особняка резиденцию посла США — «Спасо-Хаус» (англ. Spaso House). За это время сменилось 4 посла, не один раз менялся интерьер кабинета, но деревянная Большая печать неизменно оставалась его главным украшением.
Эндовибратор был обнаружен случайно в 1951 году, когда радист посольства Великобритании, сканируя эфир, услышал англоязычную речь. Присланный на проверку инженер Дон Бэйли не смог найти «жучок», подозревая, что советские спецслужбы выключили прибор на тот момент. Эндовибратор окончательно был обнаружен лишь в 1952 году, когда помещение посольства проверили в очередной раз при смене посла.
Когда в 1960 году СССР поставил на Совете безопасности ООН вопрос об американском шпионаже в связи с инцидентом с самолетом U-2, в ответ на это американский представитель в ООН продемонстрировал «Большую печать» с передатчиком из кабинета посла и призвал СССР не драматизировать практику, обычную для разведслужб как СССР, так и США. В связи с этим американский представитель высказал мнение, что Хрущёв лишь использовал инцидент с U-2 как предлог для срыва парижской встречи на высшем уровне.
Хранится в музее ЦРУ в Лэнгли.